# Margarethenhöhe (Königswinter)

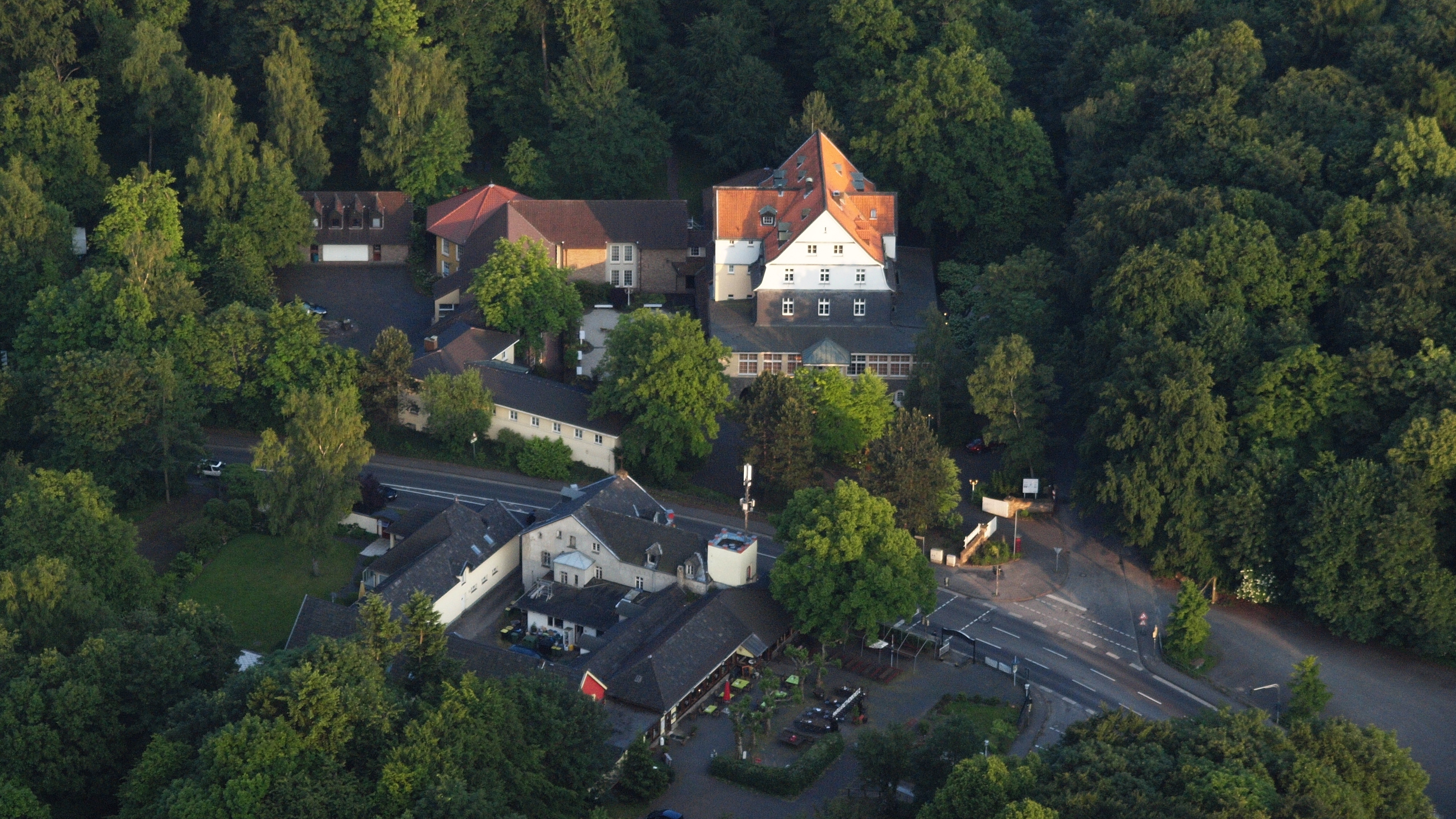
Luftaufnahme (2014)

Die Margarethenhöhe ist ein Ortsteil der Stadt Königswinter im nordrhein-westfälischen Rhein-Sieg-Kreis. Er gehört zum Stadtteil Ittenbach.

## Geographie
Die passartige Margarethenhöhe liegt am östlichen Rand des Siebengebirges auf 320 m ü. NHN am höchsten Punkt der Landesstraße 331 (Königswinter–Ittenbach). Das Ortszentrum von Ittenbach (rund 250 m ü. NHN) ist 1,5 km in östlicher Richtung, das Stadtzentrum von Königswinter im Rheintal rund vier Kilometer in westlicher Richtung entfernt. Unmittelbar nördlich erhebt sich der Große Ölberg, mit 461 m ü. NHN die höchste Erhebung des Siebengebirges, südlich der Lohrberg (432 m ü. NHN). Südöstlich an die Margarethenhöhe schließt sich der Ittenbacher Ortsteil Lahr an, der gelegentlich ebenfalls zu ihr gerechnet wird.

## Geschichte
Benannt ist die Margarethenhöhe nach dem Margarethenkreuz, einem Votivkreuz aus Trachyt, das 1641 an der Nordseite der heutigen Straße Königswinter–Ittenbach errichtet wurde.

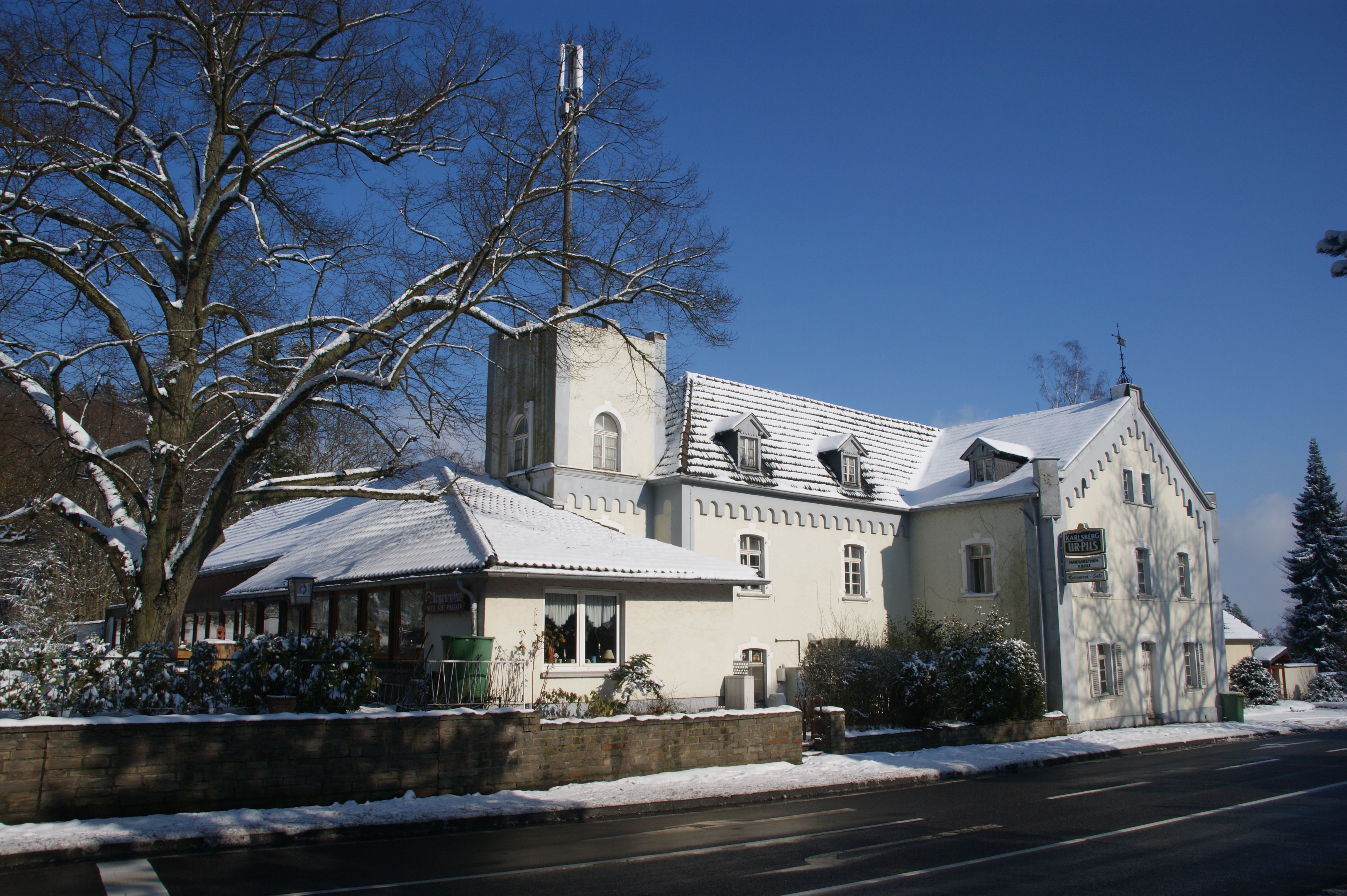
Margarethenkreuz

Die Entstehung des Ortsteils ist aufs Engste mit dem Fremdenverkehr im Siebengebirge verbunden, der intensiv Mitte bis Ende des 19. Jahrhunderts einsetzte. Damals bestand hier das landwirtschaftlich genutzte Gut Margarethenkreuzhof, das zunächst über eine Gaststätte verfügte und später zum Hotel Margarethenkreuz ausgebaut wurde.

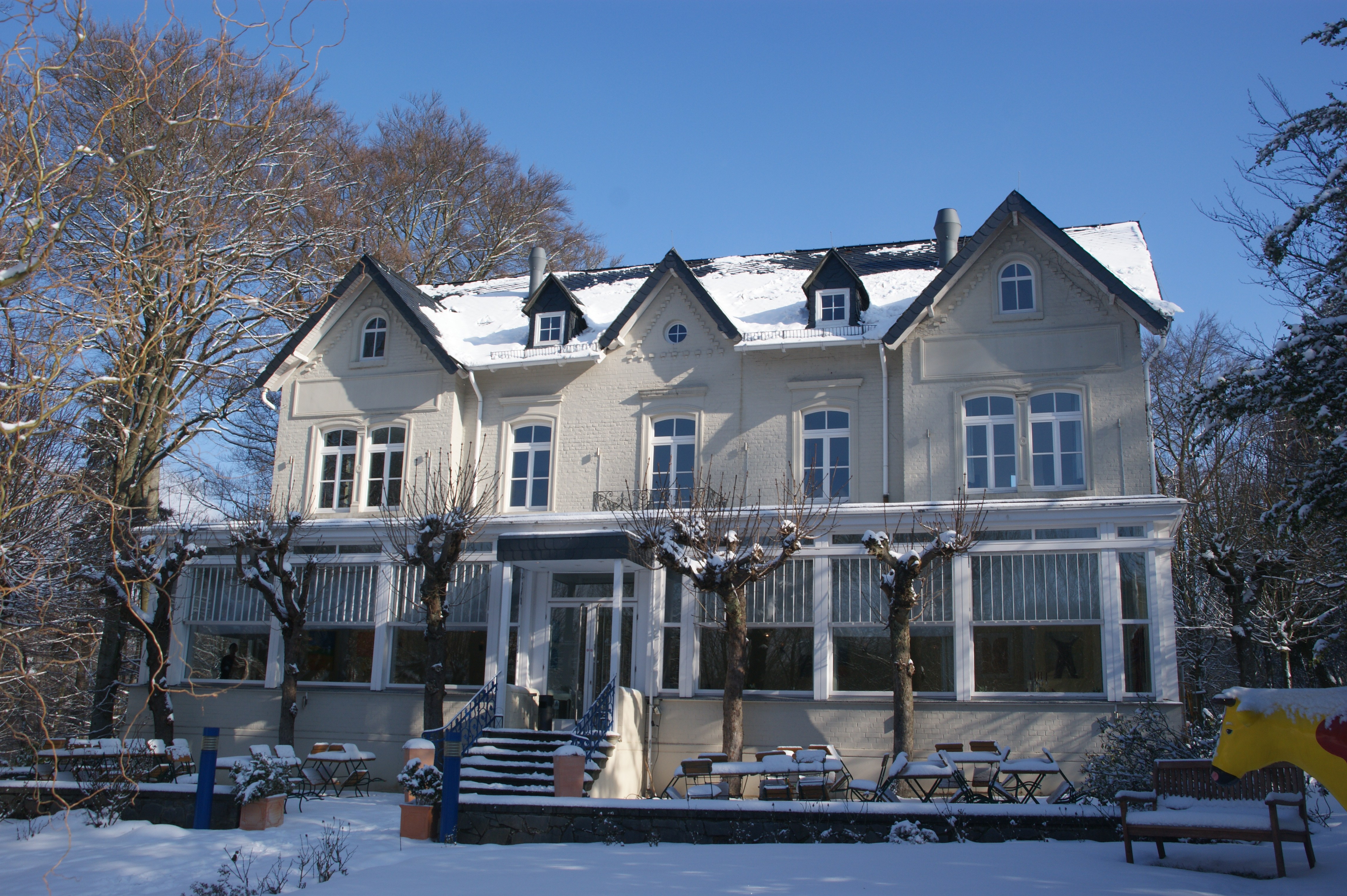
Sophienhof

In den 1880er-Jahren entstand am nordöstlichen Fuße des Lohrbergs der Sophienhof, eines der damals bedeutendsten Hotels und Ausflugslokale im Siebengebirge. Um 1900 kam gegenüber dem Hotel Margarethenkreuz an der Straße Königswinter–Ittenbach mit dem Margarethenhof ein weiteres Traditionshaus hinzu.

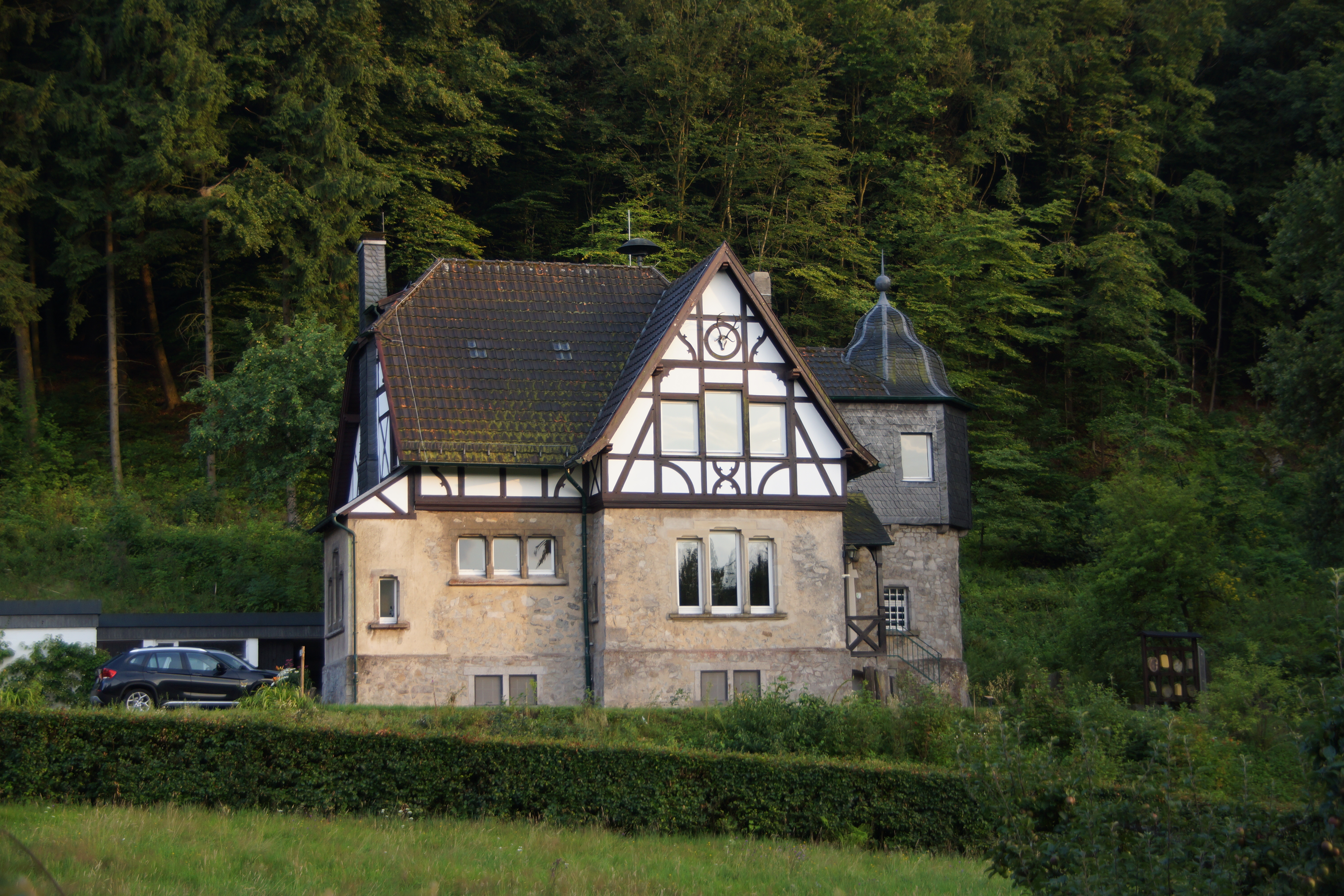
Forsthaus Lohrberg

1907 errichtete der Verschönerungsverein für das Siebengebirge (VVS) auf der Margarethenhöhe das „Forsthaus Lohrberg“. 1927/28 wurde mit dem Ausbau der Wegeverbindung zwischen Königswinter und Ittenbach über die Margarethenhöhe zur Provinzialstraße der Fremdenverkehr weiter angetrieben. Auf beiden Seiten der Straße entstanden umfangreiche Wanderparkplätze, von denen ausgebaute Wege zur Löwenburg und dem Großen Ölberg führen. Die Margarethenhöhe wurde zu einem Zentrum und wesentlichen Ausgangspunkt des Tourismus im Siebengebirge. Nach einer Blütezeit der Hotels und Ausflugslokale in der Nachkriegszeit mussten spätestens seit den 1980er-Jahren mit der Abnahme des Tagestourismus einige Betriebe schließen.

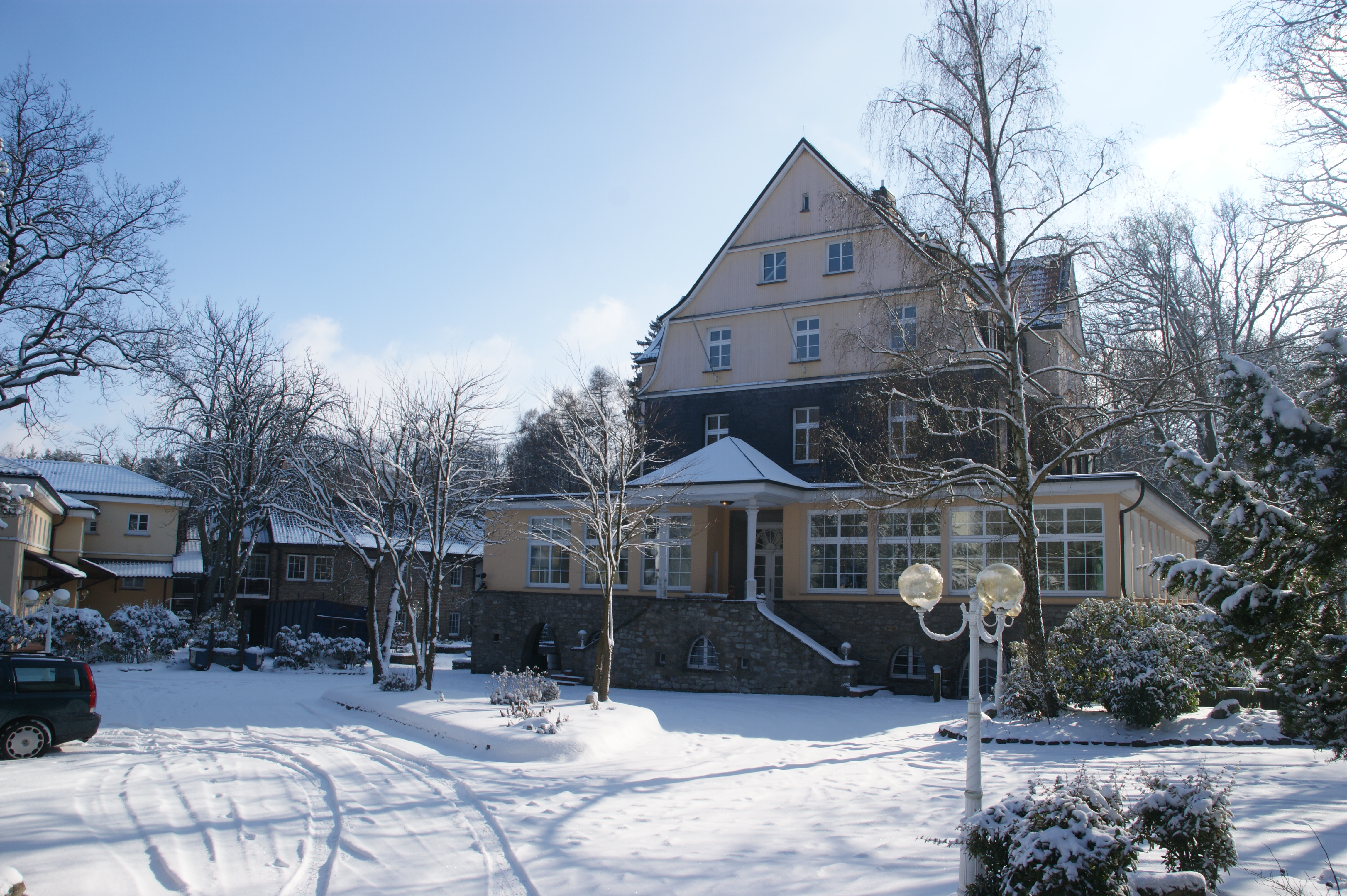
Margarethenhof

1984 bezog die FDP-nahe Friedrich-Naumann-Stiftung den denkmalgeschützten Margarethenhof, in dem sie bis 1999 ansässig war. Bis 2009 wurde er zu einem Bürogebäude und Tagungszentrum umgebaut. 2011 zog der Verschönerungsverein für das Siebengebirge aus dem Margarethenhof in das vereinseigene Forsthaus Lohrberg um, das bereits einige Jahre zuvor nicht mehr forstwirtschaftlich genutzt wurde und mittelfristig um einen Neubau ergänzt werden soll. Mit dem Naturparkhaus unterhält der VVS auch eine Ausstellung über das Siebengebirge.

## Margarethenkreuz

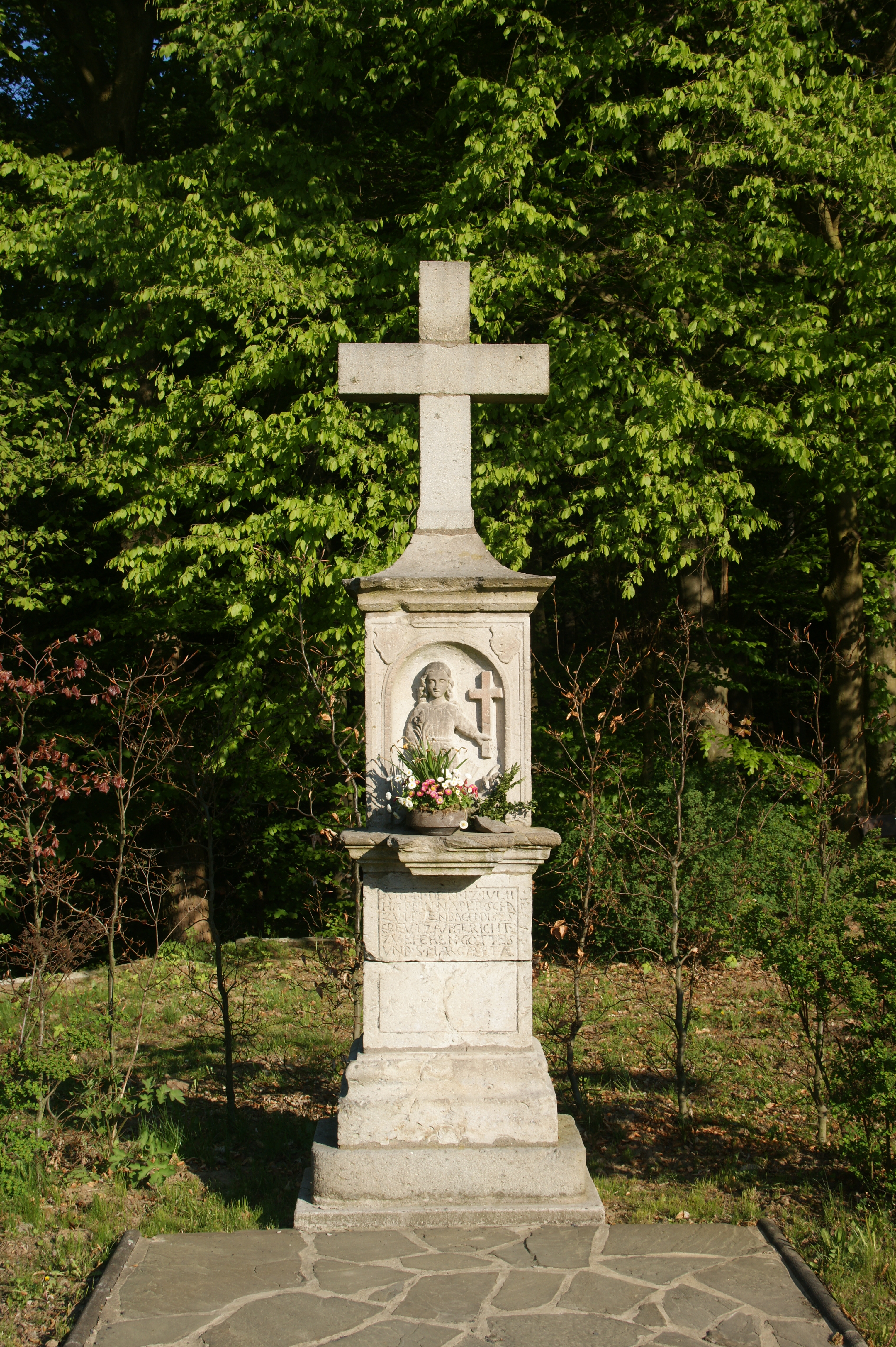
Das Margarethenkreuz (2009)

Das Margarethenkreuz aus dem Jahre 1641 war Bestandteil des Bittwegs, der von Ittenbach zur Wallfahrtskapelle auf dem Petersberg führte. Errichtet wurde es von einem aus Ittenbach stammenden Ehepaar unter Mithilfe der Nachbarschaft. Es befand sich unmittelbar am Nordrand der 1927/28 ausgebauten Straße Königswinter–Ittenbach, bis es im Zuge von Verbreiterungsarbeiten der Jahre 1968–1972 um 70 m an den Waldrand versetzt wurde. Nachdem es standortbedingt zu Schäden an Fundament und Stein gekommen war, erfolgte im April 2007 eine erneute Versetzung. Seitdem befindet es sich nordwestlich der Einmündung des Ölbergringwegs auf die Landesstraße und ist über eine eigene Zuwegung zugänglich.
Das Kreuz weist die Bauform eines Gliederkreuzes auf und ist aus Trachyt vom Drachenfels errichtet. Es besteht aus einem gestuften Sockel mit Inschrift und Jahreszahl, einer rechteckigen Altarplatte unterhalb einer rundbogigen Nische mit der Reliefdarstellung der heiligen Margaretha und eines Drachen sowie einem bekrönenden Steinkreuz aus dem Jahre 1856. Der vor dem Kreuz befindliche Platz ist seit der letzten Versetzung mit Natursteinplatten ausgelegt.